# Фаразен, Эдгар
Эдгар Пьер Жозеф Фаразен (фр. Edgard Pierre Jozef Farasyn; 14 августа 1858, Антверпен — 22 марта 1938, Антверпен) — бельгийский художник-люминист (импрессионист). 

## Биография

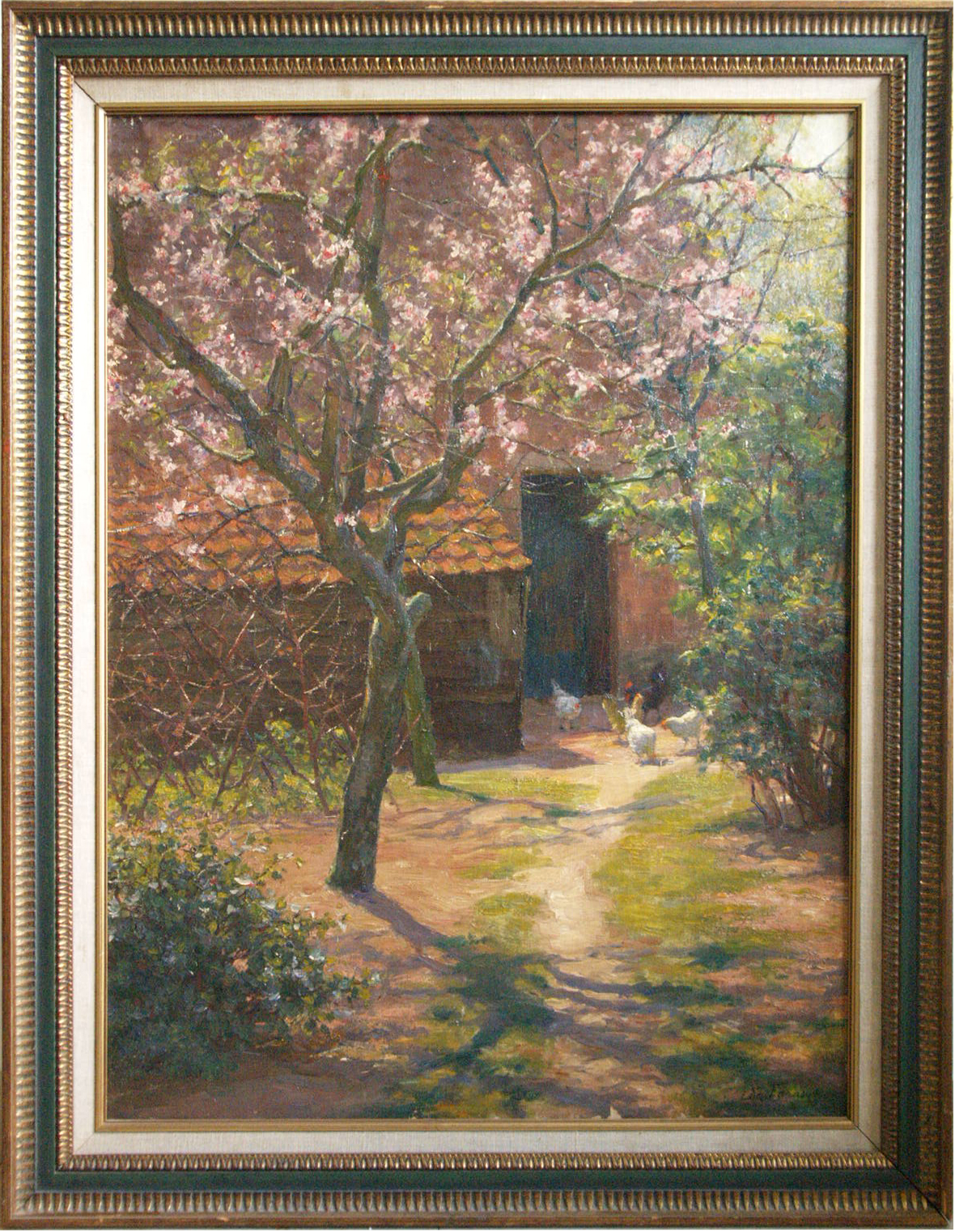
Птичник.

Родился в 1858 году в Антверпене, окончил Академию художеств там же (мастерская Никеза де Кейзера), в 1885 году стал профессором то же академии. 
Как художник, Фаразен много работал не пленэре, создавая пейзажи окрестностей Антверпена. В первую очередь изображал побережья, а также жизнь местных рыбаков и их семей. 
При жизни художник пользовался широким признанием в профессиональной сфере. Ему была заказана, в частности, фреска для украшения парадной лестницы Антверпенской городской ратуши — центральное изображение, которое видел каждый, входящий туда. Фаразен неоднократно выставлял свои картины на бельгийских и международных выставок, получив награды на Международной выставке в Сиднее (1879) и Международной выставке в Брюсселе (1897). Профессором Антверпенской академии художеств Фаразен был без малого сорок лет и только в 1924 году вышел на пенсию, оставив преподавание. Скончался на родине в 1938 году.

## Галерея

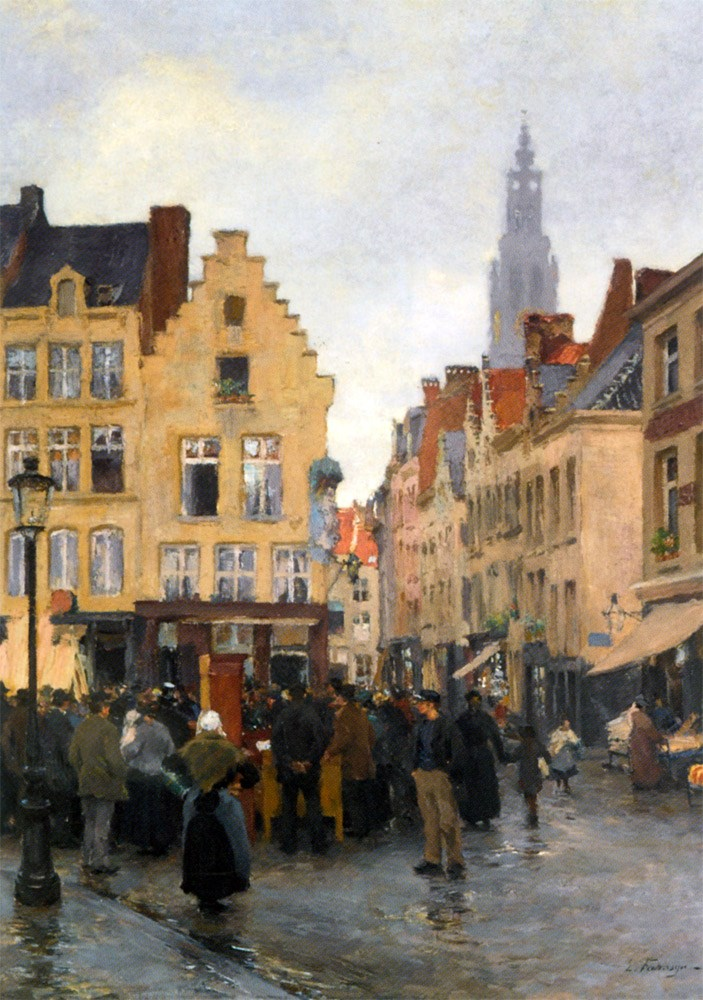
Рыночная площадь в Антверпене.
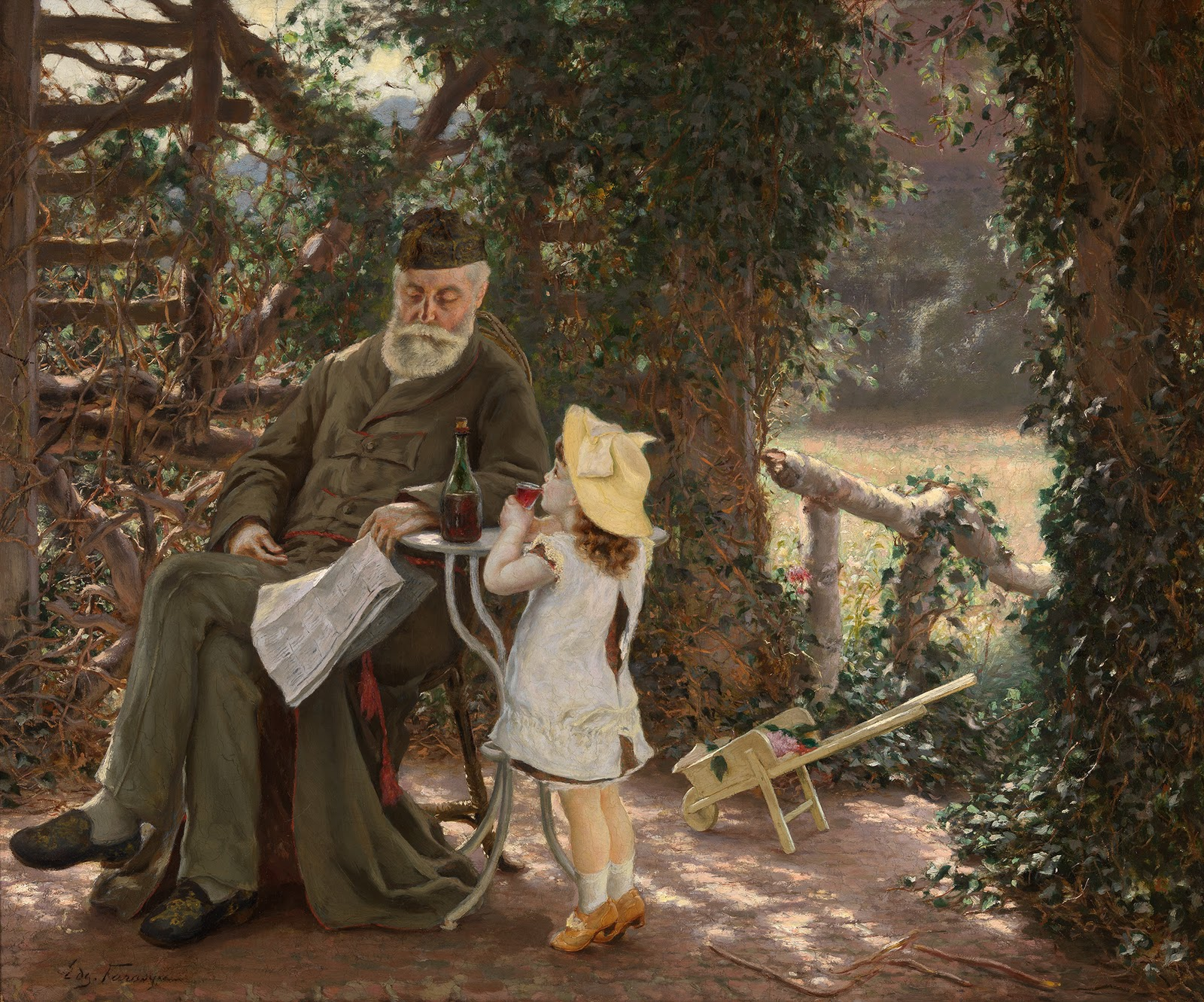
Дедушка и внучка.
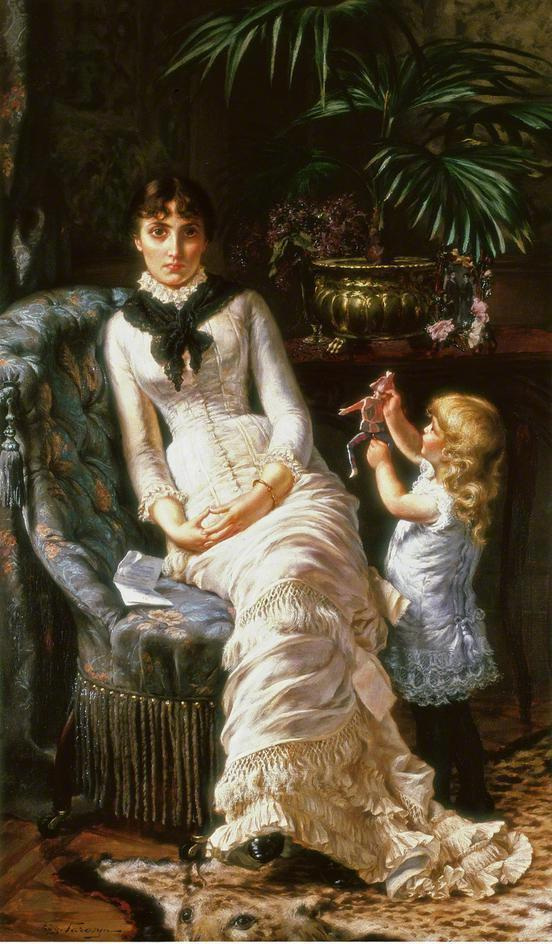
«Дурные вести». Девочка пытается развеселить свою мать, получившую письмо с дурными вестями, при помощи хампельмана.
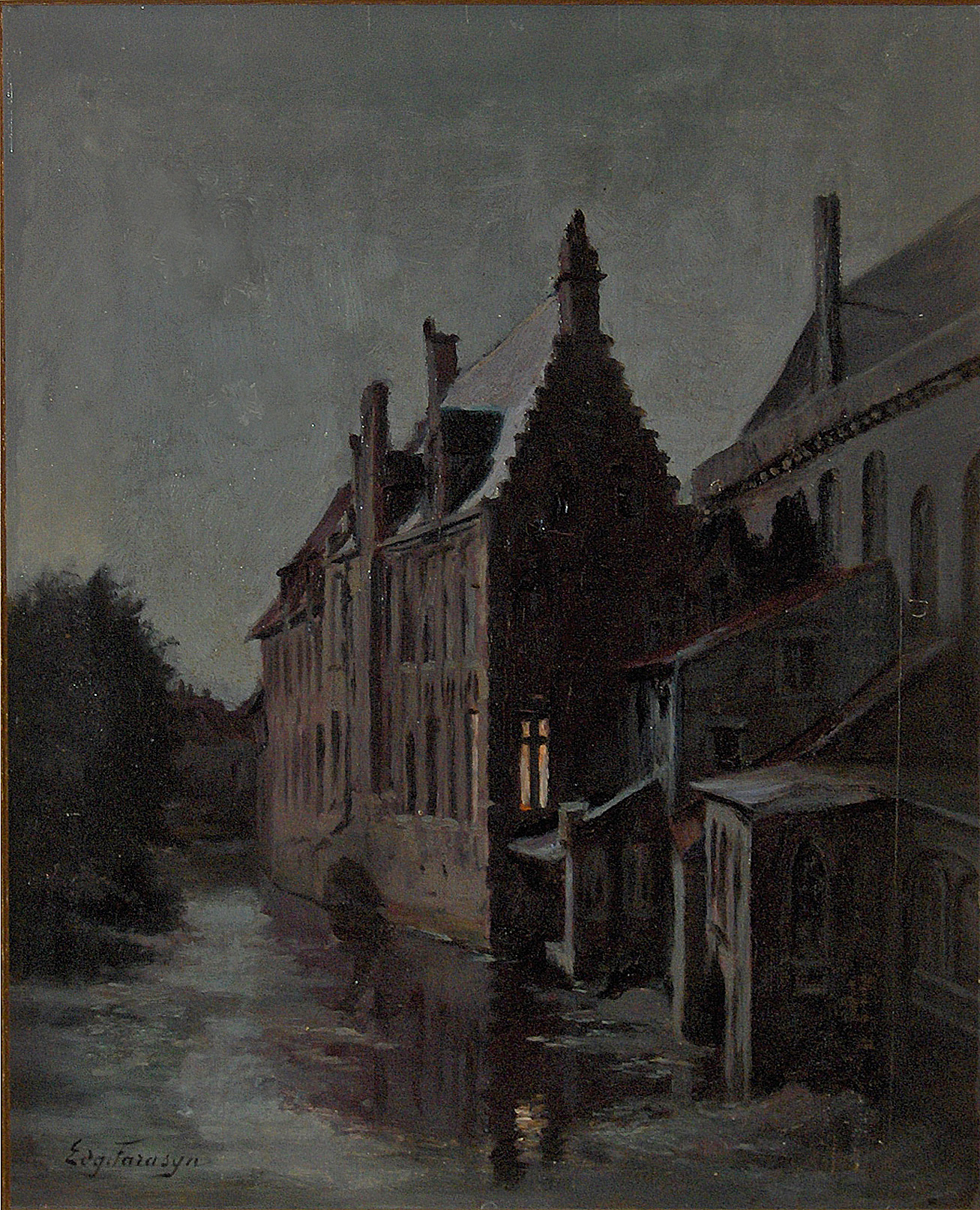
Старый госпиталь Святого Иоанна в Брюгге.
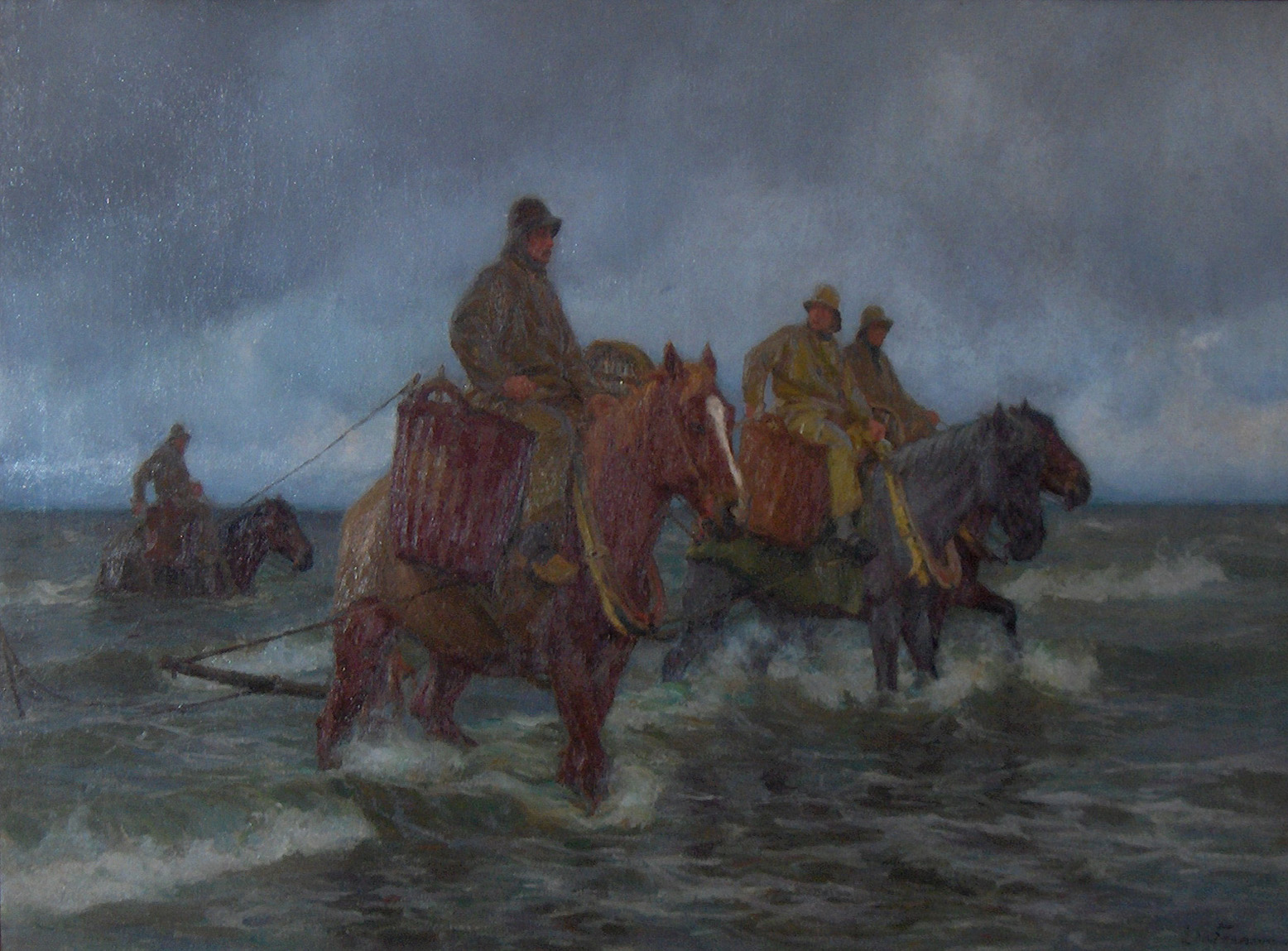
Конный промысел креветок в Остдёйнкерке[2].
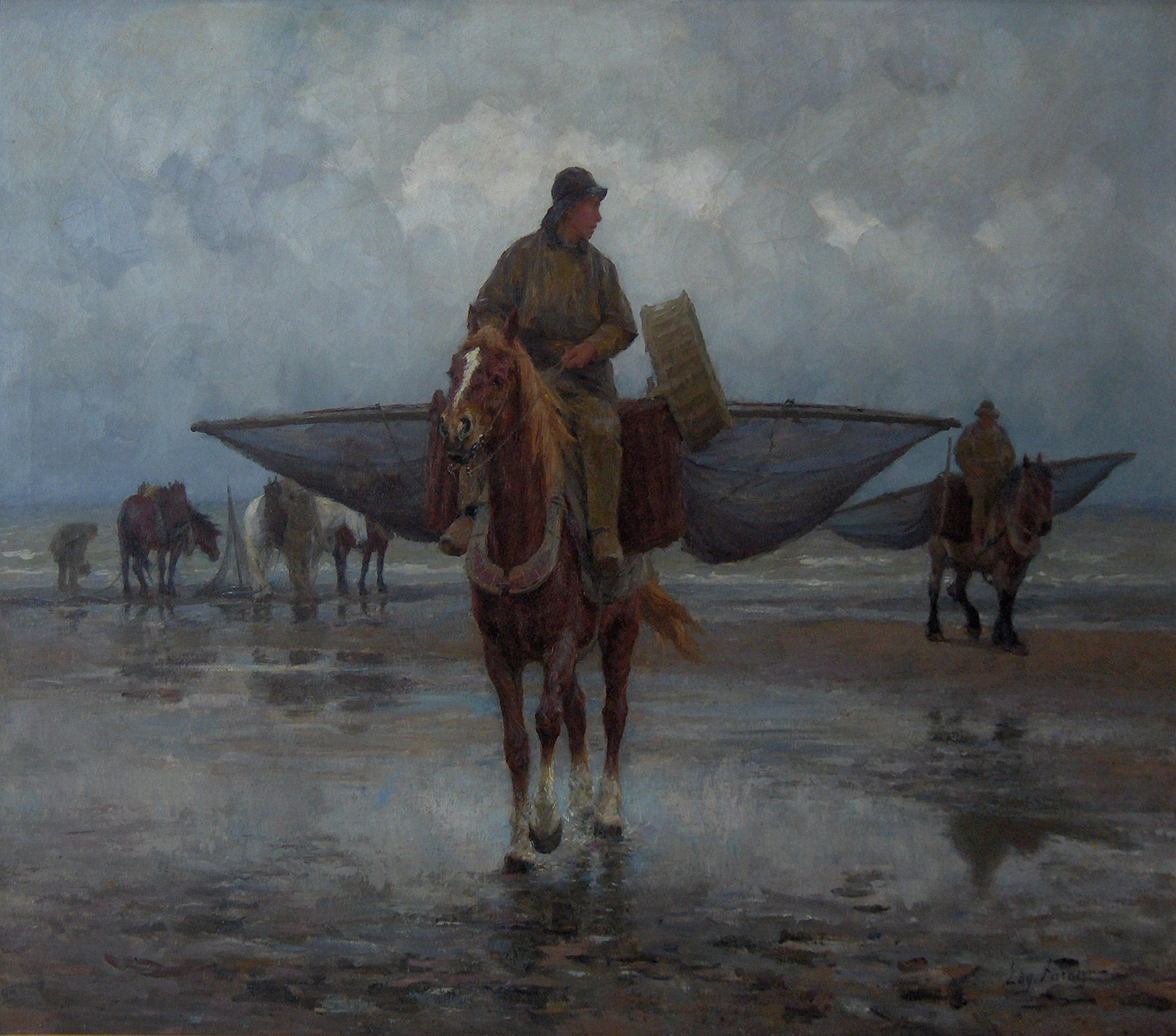
Конный промысел креветок в Остдёйнкерке.
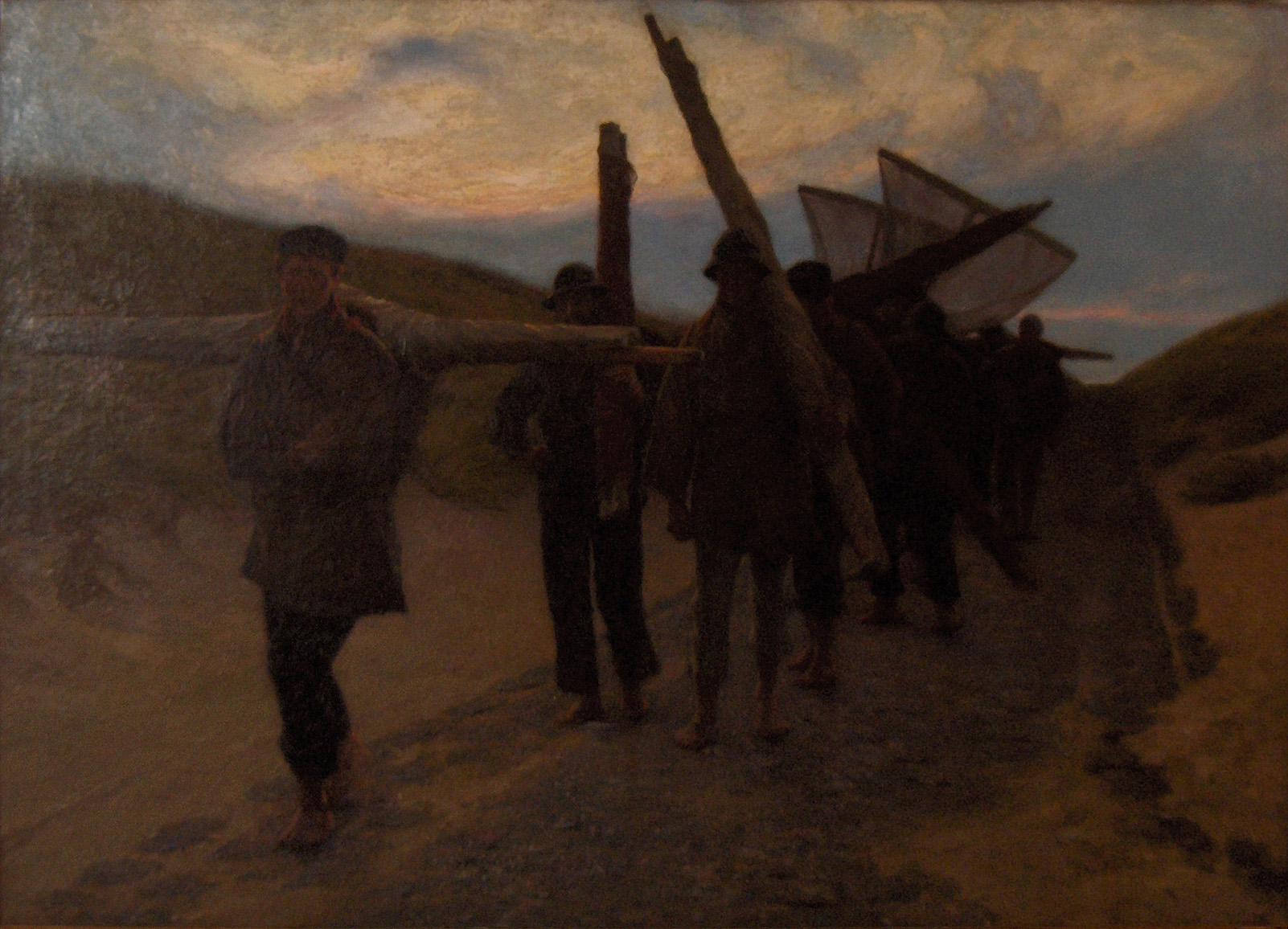
Возвращение с промысла.
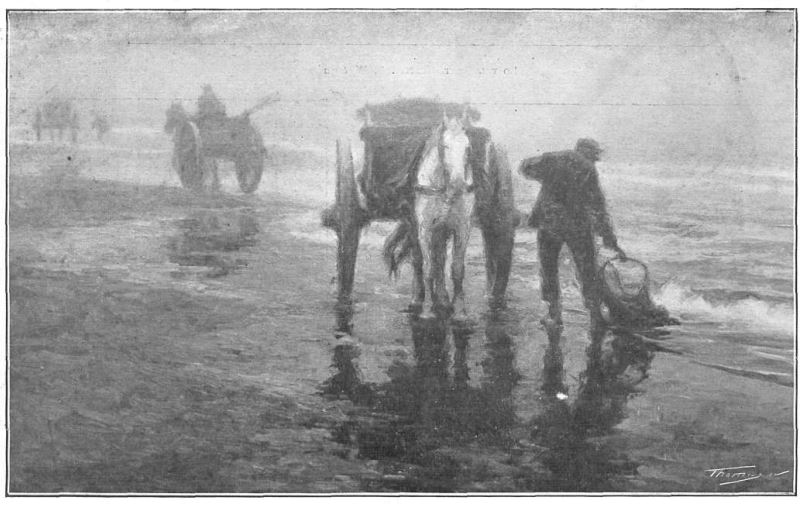
Сборщики моллюсков в туманную погоду. Ч/б репродукция.
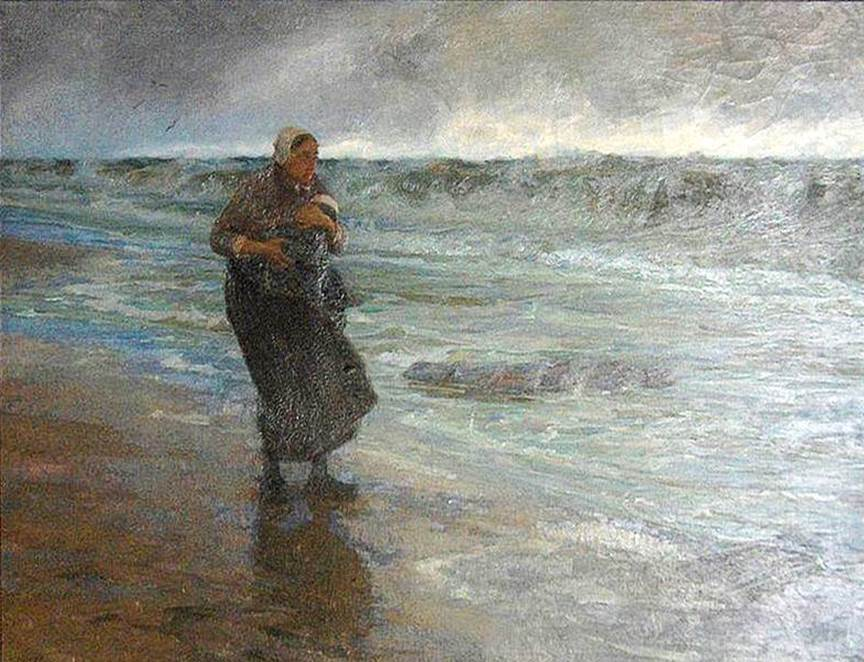
Жена рыбака с ребёнком на берегу.
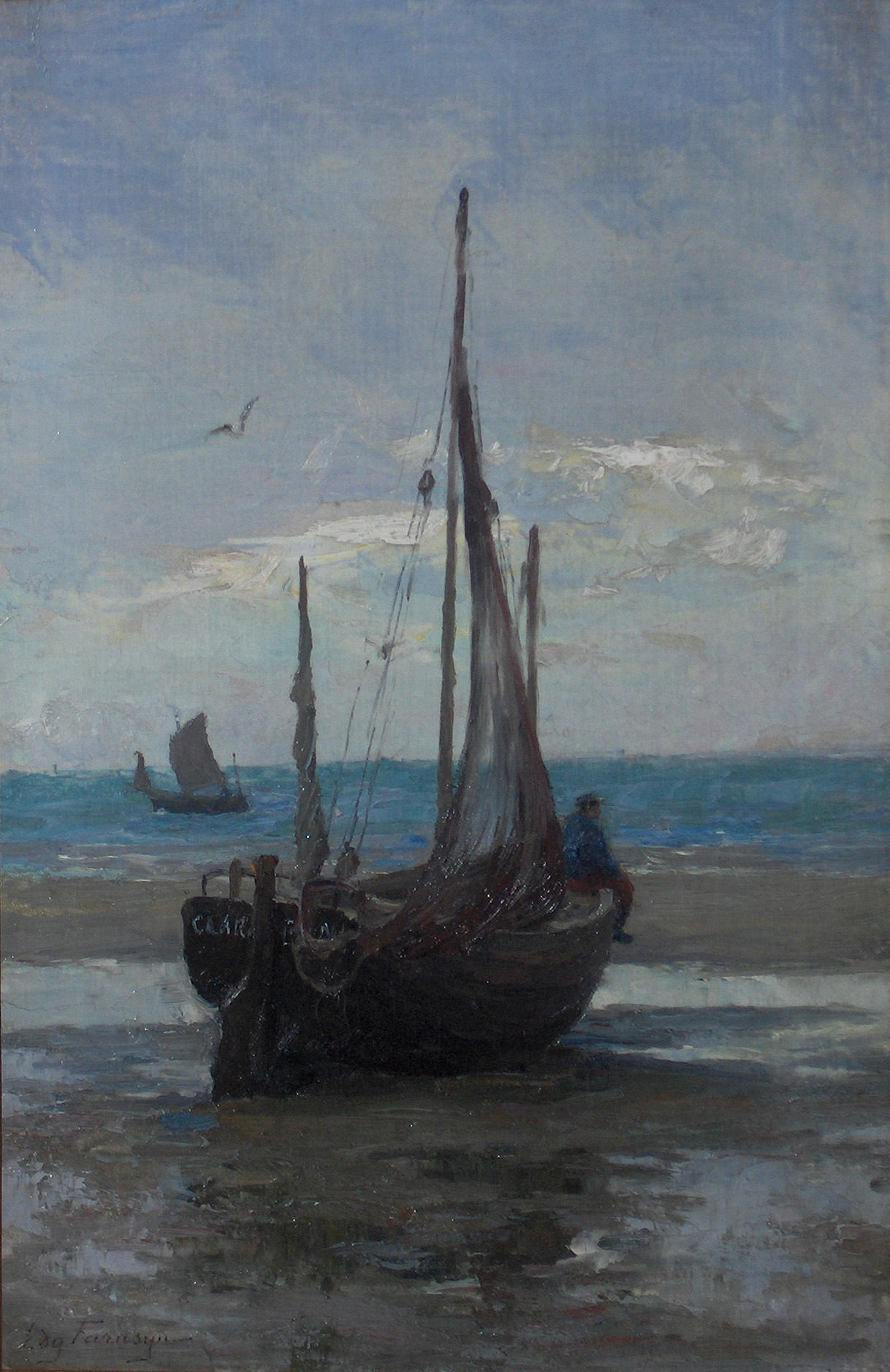
Рыбацкая лодка (паннепот) на берегу.
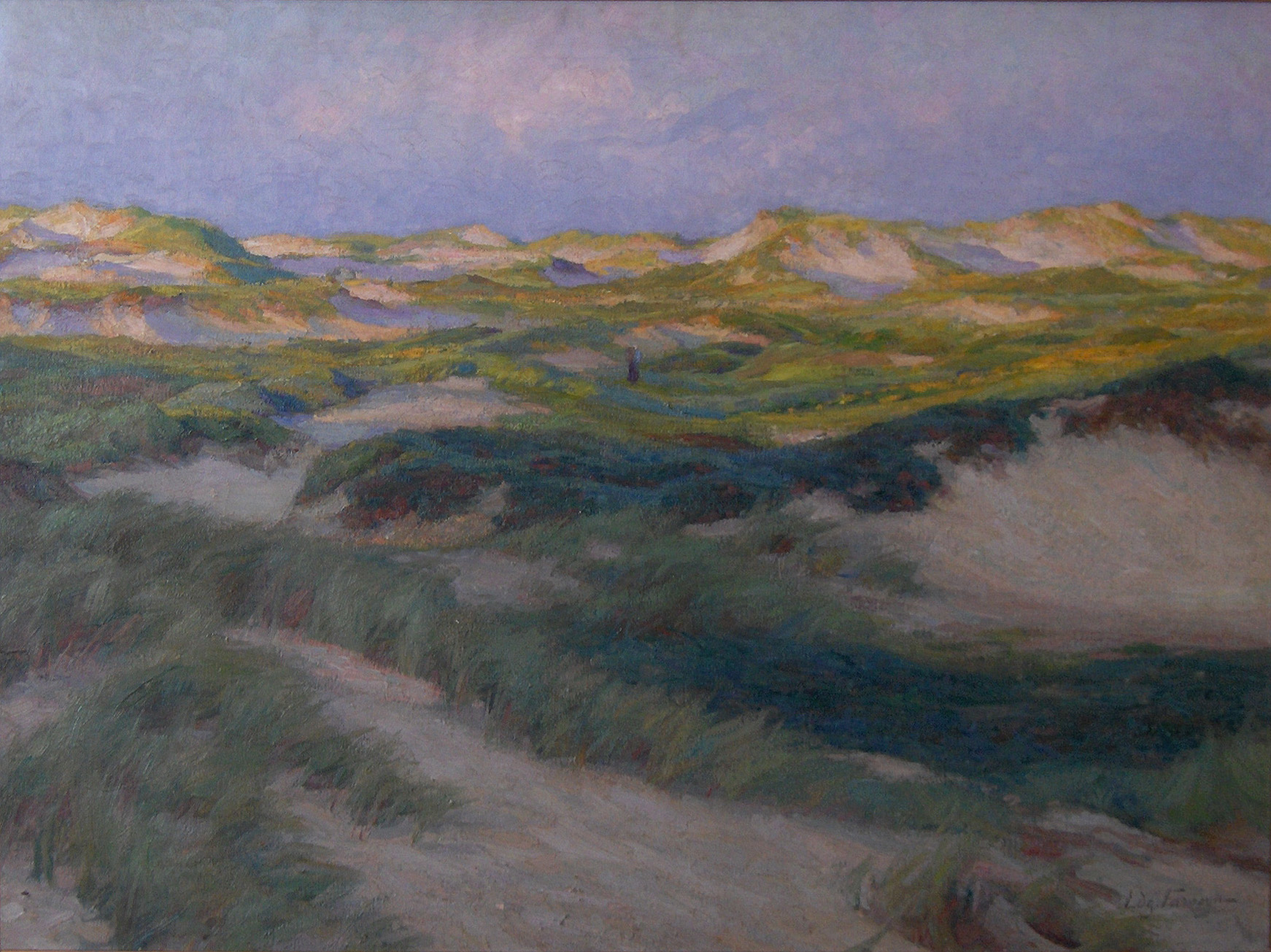
Жена рыбака среди прибрежных дюн.
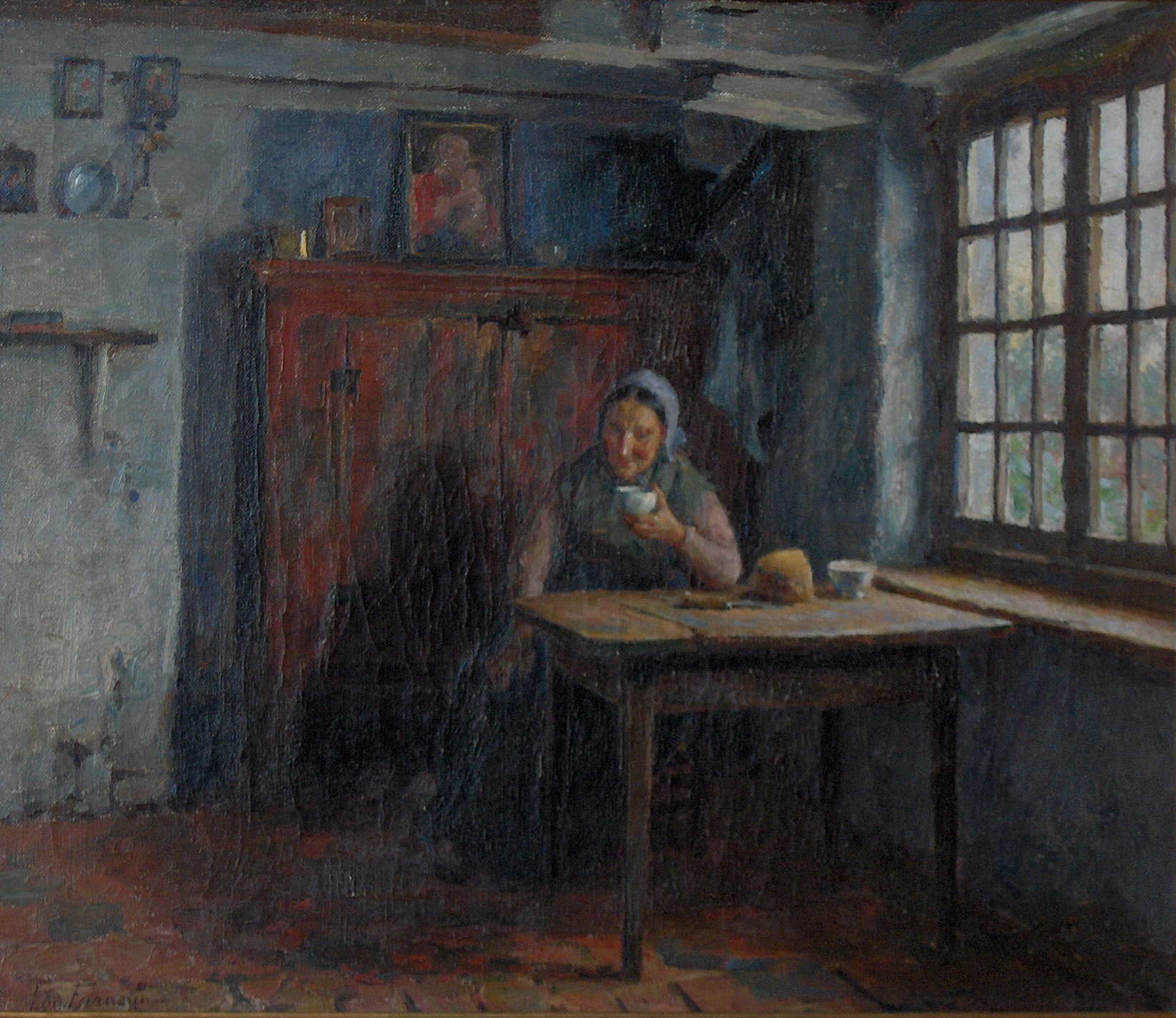
Жена рыбака.